# Aimée Duffy
Aimée Duffy è il primo Ep della cantante soul Duffy.

## Tracce
1. Dim Dealltwriaeth – 5:04
2. Hedfan Angel – 4:41
3. Cariad Dwi'n Unig – 3:43